# 前田本源氏物語
前田本源氏物語（まえだほんげんじものがたり）は、加賀藩の藩主であった前田家の所蔵であった源氏物語の写本をいう。前田家本とも、また前田家の文庫を「尊経閣文庫」と呼ぶことから尊経閣文庫本と呼ばれることもある。

## 概要
加賀藩藩主前田家は青表紙本の原本とされる藤原定家自筆本をはじめとして多くの『源氏物語』の写本を所有しており、それらはもともと別々に書写され、別々に伝来してきたものであるが、すべて「前田本」と呼ばれることがある。明治時代以降多くの大名の蔵書が散逸した中で、前田家では比較的早い時期からその蔵書を一括して「尊経閣文庫」として管理することとしたため、現在でもこれらはすべて散逸することなく、尊経閣文庫において管理されている

## 前田本とされる諸写本
「前田本源氏物語」と呼ばれる主な写本には以下のようなものがある。
- 藤原定家自筆本「花散里」「柏木」
青表紙本系統の本文を持つ写本として写本記号「定」・「定家本　藤原定家筆」として『校異源氏物語』および『源氏物語大成校異編』に採用されている[1][2]。
- 伝二条為氏筆椎本巻
青表紙本系統の本文を持つ写本として写本記号「前」・「前田本　伝二条為氏筆　前田侯爵家蔵」として『校異源氏物語』および『源氏物語大成校異編』に採用されており、写本記号「前」・「前田本（尊経閣文庫蔵）」として『源氏物語別本集成』に採用されている[3][4]。
- 為家本
藤原為家の書写になるとされる写本であり、少なくとも「為家風の書体」であることは確認出来る。本文系統は河内本のものが桐壺、鈴虫、御法、紅梅、橋姫、青表紙本系統のものが松風、朝顔、篝火、真木柱、匂宮と混在している。写本記号「為」・「為家本　伝藤原為家筆写　前田侯爵家蔵」として『校異源氏物語』および『源氏物語大成校異編』に採用されており、『河内本源氏物語校異集成』に写本記号「為」・「為家本　尊経閣文庫蔵」として採用されている[5][6]。
- 伝津守國冬・慈覚筆本
河内本系統の本文を持つ写本として写本記号「前」・「伝津守國冬・慈覚筆写　前田侯爵家蔵」として『校異源氏物語』および『源氏物語大成校異編』に採用されており、『河内本源氏物語校異集成』に写本記号「前」・「伝津守國冬・慈覚筆本　尊経閣文庫蔵」として採用されている[7][8]。
- 言経本
別本系統の本文を持つ写本として写本記号「言」・「山科言継自筆書入　前田侯爵家蔵」として『校異源氏物語』および『源氏物語大成校異編』に採用されており、『源氏物語別本集成』に写本記号「言」・「言経本（前田家蔵）」として、また『源氏物語別本集成続』に写本記号「前」・「前田本（尊経閣文庫蔵）」として採用されている[9][10]。